# 西特諾湖 (諾夫哥羅德州)
57°57′03″N 33°28′51″E / 57.9508°N 33.4808°E
西特諾湖（俄语：Ситно），是俄羅斯的湖泊，位於該國西北部，由諾夫哥羅德州負責管轄，面積1.1平方公里，海拔高度186.6米，集水區面積約80.4平方公里。